# Сан Понсо
Сан По̀нсо (на италиански: San Ponso; на пиемонтски: San Pons, Сан Понс) е село и община в Метрополен град Торино, регион Пиемонт, Северна Италия. Разположено е на 247 m надморска височина. Към 1 януари 2020 г. населението на общината е 263 души, от които 4 са чужди граждани.